# Julia Metag
Julia Metag (* 1984) ist eine deutsche Kommunikationswissenschaftlerin und Forscherin über Wissenschaftskommunikation.

## Leben
Metag studierte von 2003 bis 2009 Medienwissenschaft, Amerikanistik und Geographie an der Friedrich-Schiller-Universität Jena und am Mary Immaculate College der University of Limerick. Von 2009 bis 2013 war sie wissenschaftliche Mitarbeiterin am Institut für Kommunikationswissenschaft der Westfälischen Wilhelms-Universität Münster. Dort promovierte sie 2013 mit einer Analyse der Meinungsbildungsprozesse in lokalen und nationalen Öffentlichkeiten. Darin zeigt sie empirisch, „dass die Wirkungen auf die Meinungsbildung auf der Bundesebene nicht ausgeprägter sind als bei lokalpolitischen Entscheidungen“.
Von 2013 bis 2016 war sie wissenschaftliche Oberassistentin am Institut für Kommunikationswissenschaft und Medienforschung der Universität Zürich. Sie hatte Lehraufträge an den Universitäten Luzern und Jena. Von 2016 bis 2019 war sie Professorin für Kommunikationswissenschaft am Departement für Kommunikationswissenschaft und Medienforschung der Universität Fribourg. Von 2016 bis 2018 war sie Secretary der Environmental Communication Division der International Communication Association. Von 2018 bis 2020 war sie stellvertretende Sprecherin der Fachgruppe Kommunikation und Politik der Deutschen Gesellschaft für Publizistik- und Kommunikationswissenschaft. Seit 2019 ist Metag Professorin für Kommunikationswissenschaft an der Westfälischen Wilhelms-Universität Münster und stellvertretende geschäftsführende Direktorin des dortigen Instituts für Kommunikationswissenschaft.
Mit Mike S. Schäfer leitet Metag das Wissenschaftsbarometer Schweiz, das sich „mit den Entstehungsbedingungen, der Ausgestaltung sowie der Nutzung und Wirkung von öffentlicher Kommunikation über Wissenschaftsthemen“ befasst. Metags h-Index auf Google Scholar ist 17 (Stand 2021).
2021 wurde Metag in die Academia Europaea gewählt.

## Publikationen (Auswahl)
- Kommunikation in lokalen und nationalen Öffentlichkeiten ein Vergleich der Rezeptions- und Meinungsbildungsprozesse. Baden-Baden: Nomos, 2014, ISBN 978-3-8487-1242-7
- Mit Birte Fähnrich, Senja Post und Mike S. Schäfer: Forschungsfeld Hochschulkommunikation. Wiesbaden: Springer, 2019, ISBN 978-3-658-22409-7
- Artikel von Julia Metag auf wissenschaftskommunikation.de
- Julia Metag auf Google Scholar